# 常平东站
常平东站是广惠城际铁路的高架车站，位于中国广东省东莞市常平镇麦元村，东莞东站东南侧。车站于2016年3月30日启用，初期系莞惠城际铁路列车的西端始发站。

## 车站结构

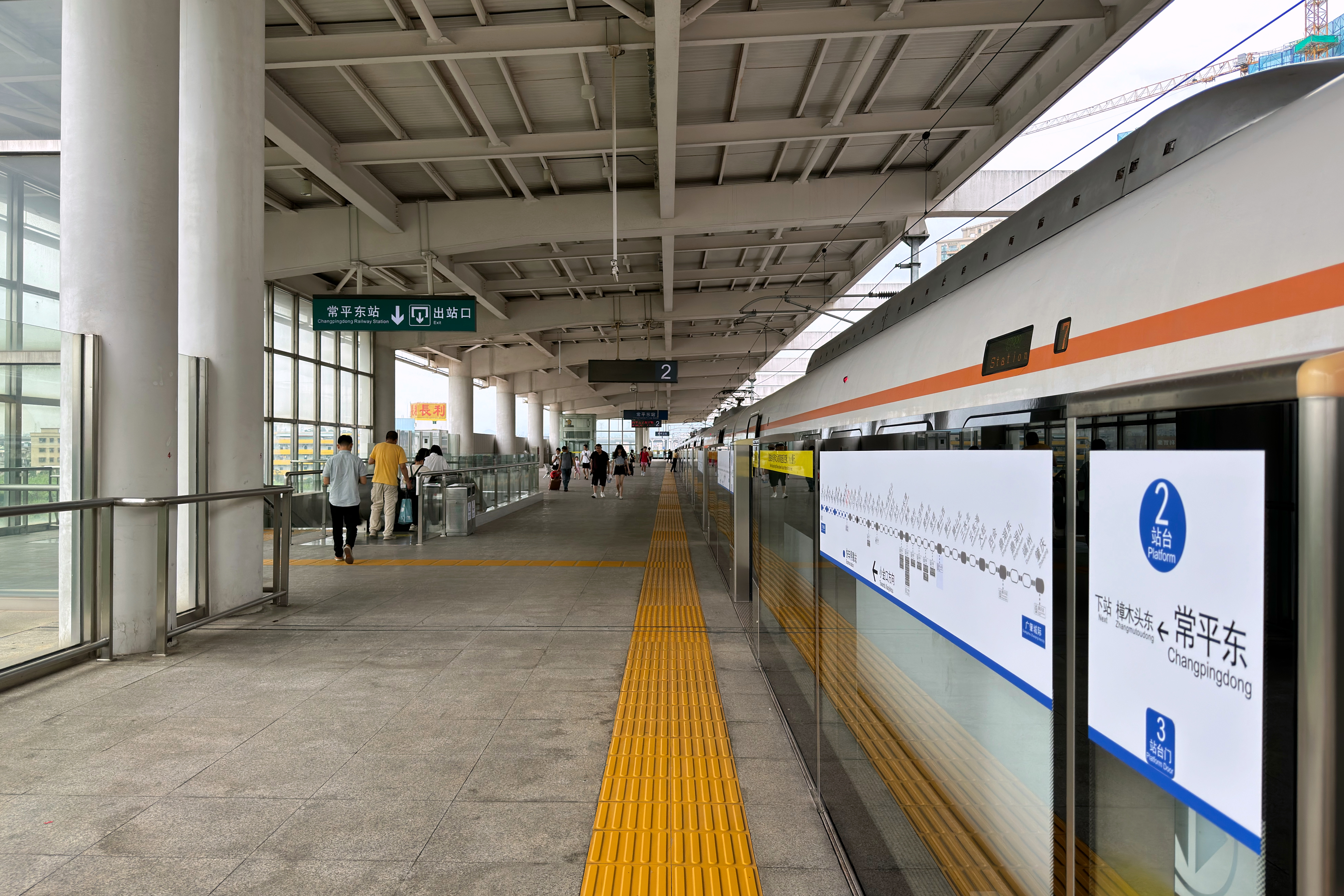
2站台

本站为高架二层侧式越行车站。

### 车站楼层
| 地上二层 | 侧式站台 | 侧式站台                              | 侧式站台 | 侧式站台 |
|          | 2站台    | 广惠城际 小金口方向（下站：樟木头东） |          |          |
|          |          | 广惠城际 小金口方向正线               |          |          |
|          |          | 广惠城际 番禺方向正线                 |          |          |
|          | 1站台    | 广惠城际 番禺方向（下站：常平南）     |          |          |
|          | 侧式站台 |                                       |          |          |
| 地面     | 站厅     | 售票处、候车区、进站口、出站口        |          |          |

### 站线
本站为两台四线越行站。车站东侧设有一条单渡线，曾在首通段开通运营（以本站为终点站）时用于所有列车的站前折返，现已不再使用。

### 出入口
本站设有两个出入口，车站启用初期仅开放B出入口。
|                                           |      |      |          |                                                        |
| 編號                                      | 设施 | 图像 | 出口指示 | 建議前往的目的地                                       |
| B                                         |      |      | 东站路   | 常东路、东莞东火车站、新朗实验学校、常平东城轨站公交站 |
| 註： 設有 \| 設有 \| 設有 \| 設有扶手電梯 |      |      |          |                                                        |

## 历史
莞惠城际规划初期，常平站和樟木头站（现常平南和樟木头东）之间在黄江镇设有黄江站。2010年铁道部介入珠三角城际铁路建设后，重新设计本线方案；最终在地方政府的建议下，为避免对城镇规划的切割，同时使线位更顺直，常平至谢岗段线位大幅向北偏移，不再经过黄江，同时在国铁东莞东站附近增设东莞东站:87,92-97。
为避免与同名国铁车站重名，本站于2015年末定名为常平东站。2016年3月30日，本站随莞惠城际小金口至常平东段开通而启用。车站开通时由广铁集团运营，2024年1月23日起交由广东城际运营。

## 接驳交通
本站西北侧设有京九铁路东莞东站，惟两站相距约900米，建设时未设地下换乘通道，乘客需出站步行约10分钟方可换乘。此外亦设有配套的城轨常平东站公交站，供乘客接驳。
| 国铁（东莞东站） - 京九铁路 公交 \| 编号 \| 编号 \| 线路 \| 线路 \| 线路 \| 收费 \| 备注 \| \| ---- \| ---- \| ------------ \| ---- \| ---------- \| ---- \| -------- \| \| \| 715 \| 东莞职教城西 \| ⇆ \| 黄江新医院 \| 3元 \| 原 848 \| \| \| 729 \| 广汇购物城 \| ⇆ \| 朗洲村 \| 2元 \| 原 常平6 \| |      |              |      |            |      |          |
| 编号 | 编号 | 线路         | 线路 | 线路       | 收费 | 备注     |
| | 715  | 东莞职教城西 | ⇆    | 黄江新医院 | 3元  | 原 848   |
| | 729  | 广汇购物城   | ⇆    | 朗洲村     | 2元  | 原 常平6 |